# Camí de la Baga (Castellcir)
El Camí de la Baga és un camí rural que uneix el petit nucli a l'entorn de Sant Andreu de Castellcir amb la masia del Bosc, dins del terme municipal de Castellcir, a la comarca del Moianès.

El Camí de la Baga, respecte del terme de Castellcir

Arrenca de Ca l'Antoja cap al nord, per la riba dreta de la Riera de Castellcir, aigües amunt, fins que a uns 200 metres de la masia un trencall baixa cap al nord-est i travessa la riera. Fins a aquest lloc havia compartit traçat amb el Camí del Castell, el Camí de Centelles i el de Santa Maria.
El camí va a buscar la vall del torrent de Centelles, en el seu costat esquerre, i remunta aquesta vall sempre pel mateix costat. Passa pel costat sud de la Rompuda, després per la Rompuda Grossa, deixant al nord la Font de la Cava i la Font de l'Escudella. El camí discorre pel vessant nord de la Serra de Roca-sitjana i la seva continuïtat a llevant, la Serra de les Solanes, fa tota la volta pel vessant nord del Serrat Rodó, i finalment arriba a l'Era d'en Coll. El darrer tram, el camí es va apartant de la vall i enfilant-se cap a la carena.

## Etimologia
Com en el cas de la major part de camins, el nom que els designa és clarament descriptiu. En aquest cas, el camí ressegueix la principal baga del terme: la de la vall de la Riera de Castellcir.